# Bibliothek der Gesamtliteratur des In- und Auslandes
Die Bibliothek der Gesamtliteratur des In- und Auslandes ist eine deutschsprachige Buchreihe mit Literatur des In- und Auslandes. Sie wurde 1886 von dem Verleger Otto Hendel ins Leben gerufen. Die Reihe enthält eine Sammlung billiger Ausgaben deutscher und ausländischer Klassiker. Sie brachte es bis 1930 auf 2573 Nummern.